# Folia Morphologica
Folia Morphologica – oficjalny kwartalnik Polskiego Towarzystwa Anatomicznego wydawany przez Wydawnictwo Via Medica. Redaktorem naczelnym jest prof. Janusz Moryś.
W skład rady naukowej wchodzą samodzielni pracownicy naukowi z tytułem profesora lub doktora habilitowanego z Polski oraz z zagranicy. Artykuły ukazują się w języku angielskim. 

## Stałe działy
- prace oryginalne
- artykuły poglądowe
- opisy przypadków

## Indeksacja
- Index Medicus/MEDLINE
- EMBASE
- Biological Abstracts (baza Thomson Reuters)
- BIOSIS Previews (baza Thomson Reuters)
- Zoological Record (baza Thomson Reuters)
- Elsevier BIOBASE
- Dental Abstracts
- Scopus
- Index Copernicus (IC)
- Polish Medical Bibliography (PBL)

Współczynniki cytowań:
- Index Copernicus (2016): 150,69[1]
- Impact Factor (2016): 0,341
- Na liście czasopism punktowanych przez polskie Ministerstwo Nauki znajduje się w części A z 15 punktami[2].